# نولاند آربو
نولاند آربو هو أول رجل بالعالم زرعت شريحة في دماغه حيث استطاع بواسطتها التحكم بالأجهزة عن طريق التفكير، قامت بعملية الزرع شركة نيورالينك الناشئة لصناعة رقائق الدماغ و المملوكة لـإيلون ماسك في يناير 2024. يعاني نولاند من شلل رباعي نتيجة تعرضه لحادث سيارة في عام 2016.

## تاريخ
في يناير 2024، زرعت الرقائق في دماغ نولاند حيث صرح نولاند بعد انتهاء العملية: "كانت الجراحة سهلة للغاية. سُمح لي بالخروج من المستشفى في اليوم التالي حرفيا. ولا أعاني من أي إعاقات إدراكية".
في 15 فبراير 2024 صرّح إيلون ماسك بأن نولاند الذي زرعت رقائق في دماغه تعافى تماماً وأصبح قادراً على التحكم في فأرة الكمبيوتر من خلال التفكير.
في مارس 2024 قامت نيورالينك ببث مباشر ظهر فيه نولاند آربو وهو يستخدم عقله للعب الشطرنج عبر الإنترنت وألعاب الفيديو حيث ذكر نولاند عبر البث" فقدت الأمل في ممارسة تلك اللعبة، لقد منحتموني جميعا في نيورالينك القدرة على فعل ذلك مجددا، ولعبت 8 ساعات متواصلة".
في 8 مايو 2024 نشرت شركة نيورالينك بأنها واجهت مشكلة في عملية الزرع لدى نولاند أربو، مما أدى إلى انخفاض كمية البيانات التي يمكنها التقاطها من دماغه، حيث فقدت بعض البيانات بسبب خروج عدد من خيوط الغرسة التي وضعت في دماغ أربو.